# Reginald McNamara
Reginald "Reggie" McNamara (Grenfell, Nova Gales do Sul, 7 de novembro de 1888 - Newark, 10 de outubro de 1971) foi um ciclista estadounidense de origem australiana que se especializou no ciclismo em pista.
Instalou-se nos Estados Unidos da América em 1912, onde as carreiras de seis dias tinham grande sucesso, e ao ano seguinte se nacionalizou estadounidense. Participou em mais de cem carreiras deste tipo e ganhou vinte. Competiu até passados os 50 anos apesar das suas numerosas quedas e ossos partidos. Por este motivo, e pelo seu físico, se lhe conheceu como o "o homem de ferro".

## Palmarés
- 1913

1.º nos Seis dias de Sydney (com Frank Corry)
- 1915

1.º nos Seis dias de Buffalo (com Francesco Verri)
1.º nos Seis dias de Newark (com Robert Spears)
- 1916

1.º nos Seis dias de Chicago (com Robert Spears)
1.º nos Seis dias de Kansas City (com Eddy Madden)
- 1917

1.º nos Seis dias de Chicago (com Francesco Verri)
- 1918

1.º nos Seis dias de Nova York (com Jake Magin)
- 1922

1.º nos Seis dias de Nova York (com Alfred Grenda)
- 1924

1.º nos Seis dias de Nova York (com Piet van Kempen)
- 1925

1.º nos Seis dias de Chicago (com Bob Walthour)
- 1926

1.º nos Seis dias de Chicago (com Bob Walthour)
1.º nos Seis dias de Nova York 1 (com Franco Giorgetti)
1.º nos Seis dias de Nova York 2 (com Pietro Linari)
1.º nos Seis dias de Berlim 2 (com Harry Horan)
- 1927

1.º nos Seis dias de Nova York 1 (com Franco Giorgetti)
1.º nos Seis dias de Paris 1 (com Émile Aerts)
- 1929

1.º nos Seis dias de Chicago (com Gaetano Belloni)
- 1932

1.º nos Seis dias de Nova York 1 (com William Peden)
1.º nos Seis dias de Toronto (com Alfred Crossley)
- 1933

1.º nos Seis dias de Cleveland (com Norman Hill)

## Referência
- Palmarés em memoire-du-cyclisme.eu
- Ficha em sitiodeciclismo.net
- Ficha em cyclebase.nl